# Serge Mimpo
Serge Mimpo-Tsintsémé (Ndom, 6 febbraio 1974) è un allenatore di calcio ed ex calciatore camerunese, di ruolo centrocampista.

## Carriera

### Allenatore
Il 4 agosto 2022 viene nominato vice commissario tecnico della Nazionale Under-17 di calcio del Camerun a supporto di Jean-Pierre Fiala.

## Palmarès

### Nazionale
- Oro olimpico: 1

Sydney 2000